# Georgia ai Giochi olimpici
La Georgia ha partecipato ai Giochi olimpici in tutte le edizioni a partire dal 1994. I suoi atleti hanno vinto complessivamente 40 medaglie, tutte nelle edizioni estive. La quasi totalità delle medaglie proviene dalle diverse discipline dell'atletica pesante.
Il Comitato Nazionale Olimpico Georgiano, fondato nel 1989, è stato riconosciuto dal CIO nel 1993.

## Medaglieri

### Medaglie alle Olimpiadi estive
| Giochi              | Oro | Argento | Bronzo | Totale |
| ------------------- | --- | ------- | ------ | ------ |
| 1996 Atlanta        | 0   | 0       | 2      | 2      |
| 2000 Sydney         | 0   | 0       | 6      | 6      |
| 2004 Atene          | 2   | 2       | 0      | 4      |
| 2008 Pechino        | 3   | 2       | 2      | 7      |
| 2012 Londra         | 1   | 2       | 3      | 6      |
| 2016 Rio de Janeiro | 2   | 1       | 4      | 7      |
| 2020 Tokyo          | 2   | 5       | 1      | 8      |
| 2024 Parigi         | 3   | 3       | 1      | 7      |
| Totale              | 10  | 12      | 18     | 40     |

### Medaglie alle Olimpiadi invernali
| Giochi              | Oro | Argento | Bronzo | Totale |
| ------------------- | --- | ------- | ------ | ------ |
| 1992 Albertville    | 0   | 0       | 0      | 0      |
| 1994 Lillehammer    | 0   | 0       | 0      | 0      |
| 1998 Nagano         | 0   | 0       | 0      | 0      |
| 2002 Salt Lake City | 0   | 0       | 0      | 0      |
| 2006 Torino         | 0   | 0       | 0      | 0      |
| 2010 Vancouver      | 0   | 0       | 0      | 0      |
| 2014 Soči           | 0   | 0       | 0      | 0      |
| 2018 Pyeongchang    | 0   | 0       | 0      | 0      |
| 2022 Pechino        | 0   | 0       | 0      | 0      |
| Totale              | 0   | 0       | 0      | 0      |

### Medaglie per disciplina

#### Olimpiadi estive
| Sport             | Oro | Argento | Bronzo | Totale |
| ----------------- | --- | ------- | ------ | ------ |
| Judo              | 5   | 7       | 3      | 15     |
| Lotta             | 4   | 7       | 10     | 21     |
| Sollevamento pesi | 4   | 0       | 3      | 7      |
| Pugilato          | 0   | 0       | 2      | 2      |
| Tiro              | 0   | 0       | 1      | 1      |

### Medagliati
| Medaglia | Atleta               | Edizione     | Sport             | Evento                                       |
| -------- | -------------------- | ------------ | ----------------- | -------------------------------------------- |
| Bronzo   | Soso Lip'art'eliani  | Atlanta 1996 | Judo              | Categoria 78 kg maschile                     |
| Bronzo   | Eldar Kurtanidze     | Atlanta 1996 | Lotta             | Lotta libera, pesi medio-pesanti             |
| Bronzo   | Vladimer Chanturia   | Sydney 2000  | Pugilato          | Pesi massimi                                 |
| Bronzo   | Giorgi Vazagashvili  | Sydney 2000  | Judo              | Categoria 66 kg maschile                     |
| Bronzo   | George Asanidze      | Sydney 2000  | Sollevamento pesi | Categoria 85 kg maschile                     |
| Bronzo   | Eldar Kurtanidze     | Sydney 2000  | Lotta             | Lotta libera, categoria 97 kg                |
| Bronzo   | Akaki Chachua        | Sydney 2000  | Lotta             | Lotta greco romana, categoria 63 kg          |
| Bronzo   | Mukhran Vakhtangadze | Sydney 2000  | Lotta             | Lotta greco romana, categoria 85 kg          |
| Oro      | Zurab Zviadauri      | Atene 2004   | Judo              | Pesi medi maschile                           |
| Oro      | George Asanidze      | Atene 2004   | Sollevamento pesi | Categoria 85 kg maschile                     |
| Argento  | Nestor Khergiani     | Atene 2004   | Judo              | Pesi super-leggeri maschili                  |
| Argento  | Ramaz Nozadze        | Atene 2004   | Lotta             | Lotta greco romana, categoria 96 kg maschile |
| Oro      | Manuchar Kvirkelia   | Pechino 2008 | Lotta             | Lotta greco romana, categoria 74 kg maschile |
| Oro      | Irak'li Tsirek'idze  | Pechino 2008 | Judo              | Categoria 90 kg maschile                     |
| Oro      | Revaz Mindorashvili  | Pechino 2008 | Lotta             | Lotta libera, categoria 84 kg maschile       |
| Bronzo   | Otar Tushishvili     | Pechino 2008 | Lotta             | Lotta libera, categoria 66 kg                |
| Bronzo   | George Gogshelidze   | Pechino 2008 | Lotta             | Lotta libera, categoria 96 kg                |
| Bronzo   | Nino Salukvadze      | Pechino 2008 | Tiro              | Pistola 10 metri ad aria compressa femminile |